# Franken (wijnstreek)

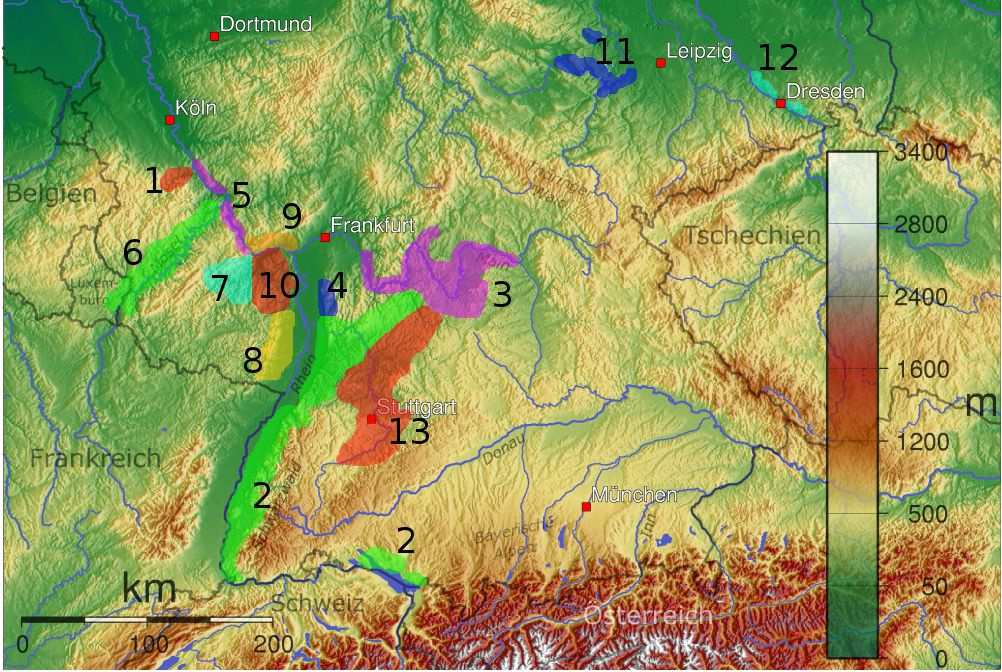
De wijnstreek Franken is nummer 3 op de kaart.

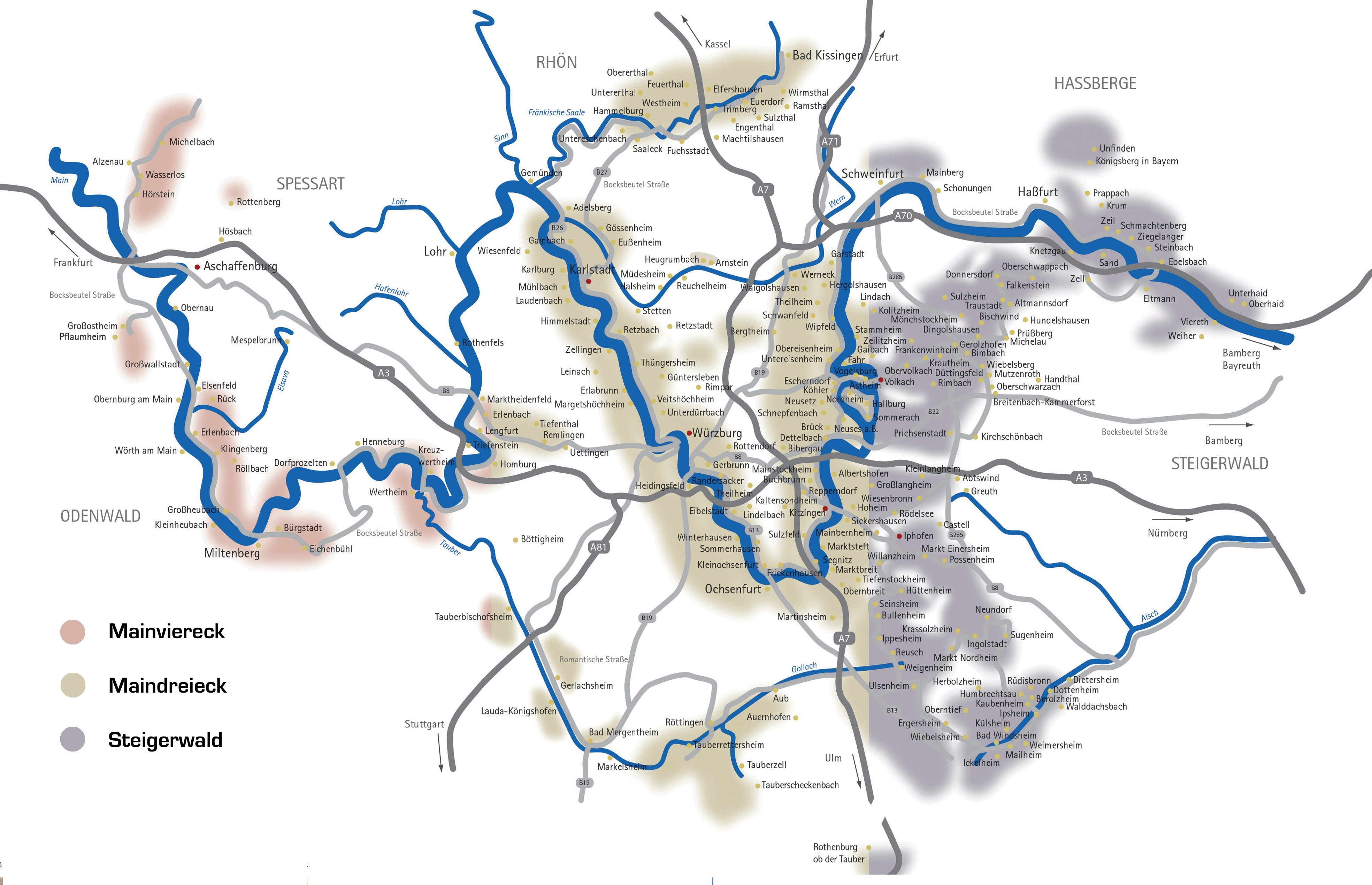
De drie regio’s - Bereiche - waar Frankenwijn wordt verbouwd.

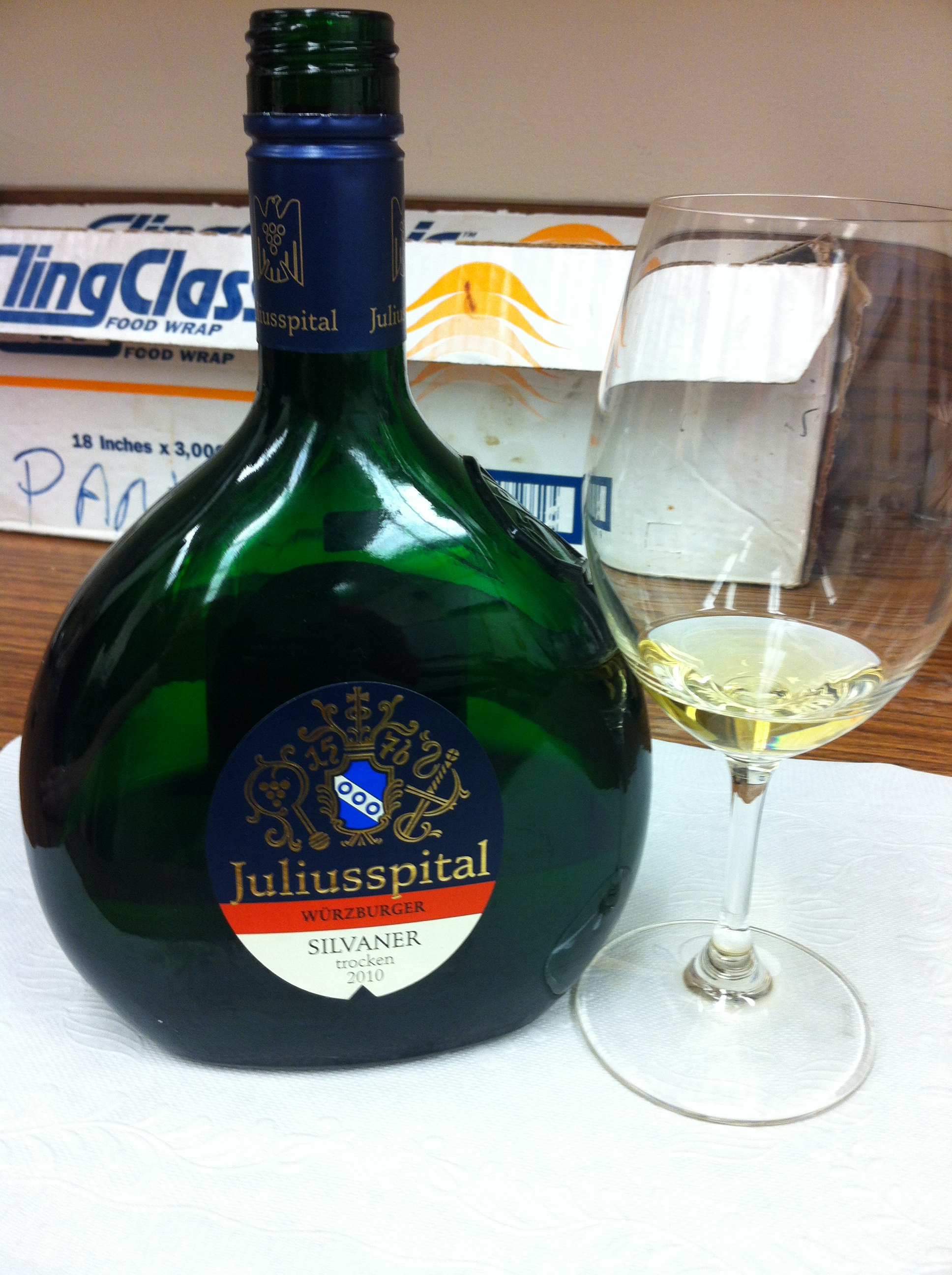
Silvaner in de Bocksbeutel.

De wijnstreek Franken ligt in het noordwesten van het Duitse Frankenland. De meeste wijnbouw vindt plaats in de buurt van de stad Würzburg.
Meest westelijk - in het district Neder-Franken - liggen de meeste wijngaarden, vooral in de valleien van de Main en haar zijrivieren de Wern en Fränkische Saale. Voorts is er wijnbouw in het iets zuidelijker gelegen district Midden-Franken. Daar voornamelijk op de hellingen van het Steigerwald, de "Frankenhöhe", de gronden langs de riviertjes Aisch en middenloop van de Tauber. Dan is er verder nog wijnbouw in het oostelijker gelegen district Opper-Franken in de grote vallei ten noordwesten van de stad Bamberg.
Met ruim 6000 hectare aan wijngaarden (2013) is het een van de middelgrote wijnregio's van Duitsland. Zo’n 80% is witte wijn. Veel Frankenwijn wordt gebotteld in de Bocksbeutel.

## Geschiedenis
Wijnbouw in het Frankenland vindt al plaats in de 8e eeuw. Dit staat beschreven in schenkingsacten van Karel de Grote voor de stad Hammelburg in het jaar 777 en Würzburg in het jaar 779. De wijnstokken werden toen geplant voor de productie van miswijn. In de Middeleeuwen groeide het areaal aan wijngaarden tot 40.000 hectare en was daarmee het grootste wijnbouwgebied van het Heilige Roomse Rijk ten noorden van de Alpen. Het areaal kromp vervolgens tot zo’n 2000 hectare in de 20e eeuw

## Klimaat
Franken kent een landklimaat met droge hete zomers en koude winters.
De wijngaarden die zich uitstrekken van de steden Aschaffenburg in het westen tot Bamberg in het oosten, hebben vaak te maken met late vorst. Vandaar dat de druiventeelt plaatsvindt in het gunstige microklimaat langs de rivieren en luwten van het Steigerwald.

## Wijnbedrijven
De streek kent veel kleine wijnbouwbedrijven. In 2013 waren er dat bijna 3000. Eén derde zorgt zelf voor de vinificatie, keldertechnologie en het lageren van de wijnen en brengen zelf hun wijn op de markt. Twee derde van de bedrijven werken samen in coöperatie. De grootste is het "Genossenschaft Winzergemeinschaft Franken" (GWF) met zo’n 1400 hectare aan wijngaarden.

## Subwijnregio’s

### Untermain am Mainviereck

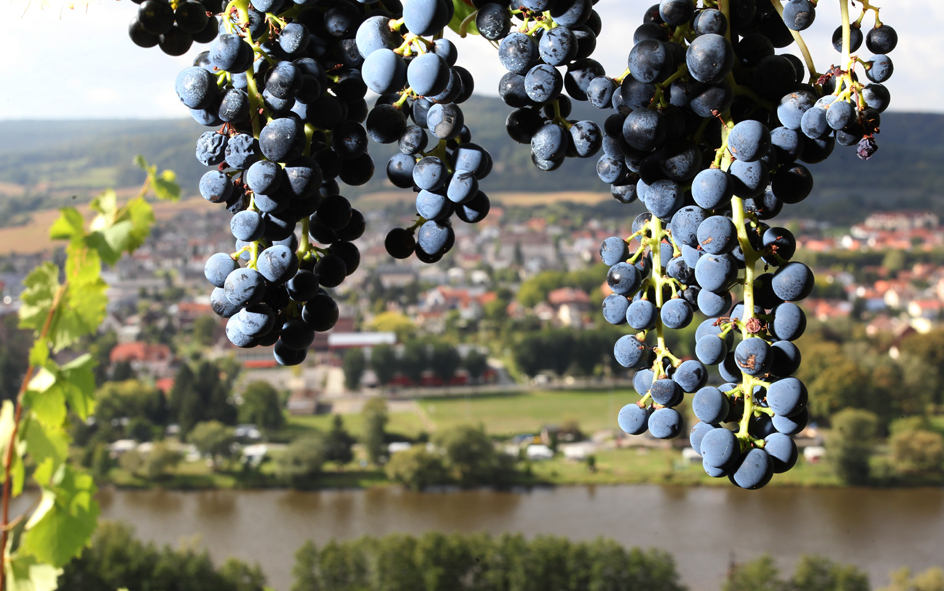
Blauwe druiven langs de “Frankische rode wijn wandelpad”.

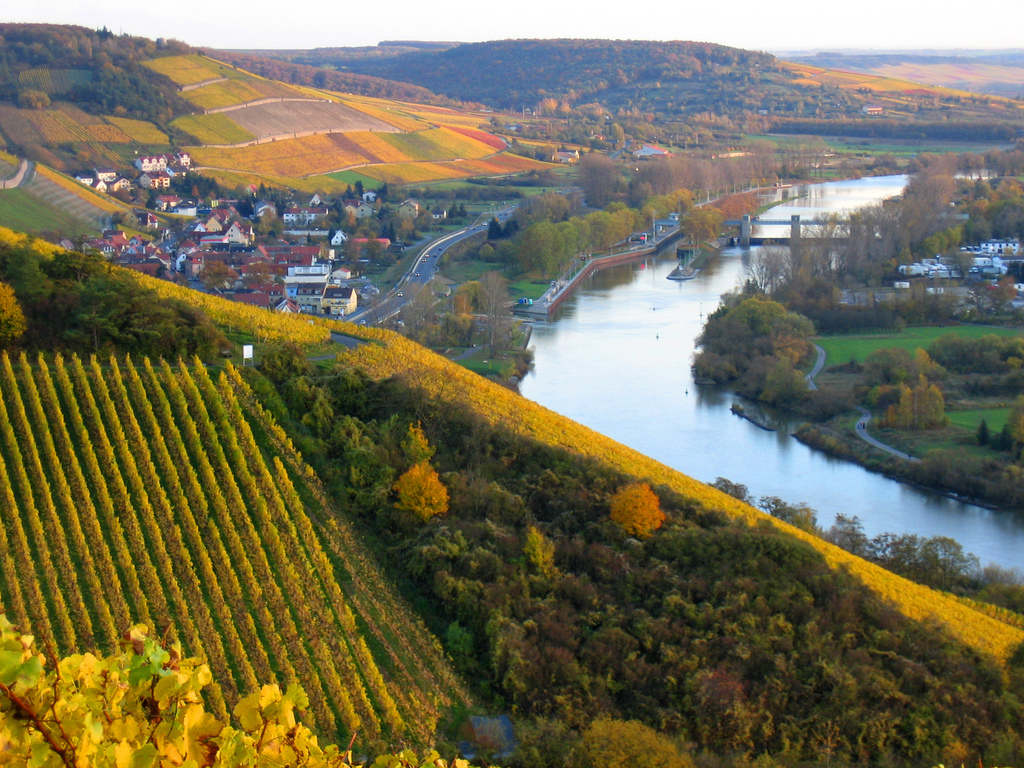
Wijngaarden in de herfst nabij Würzburg.

Aan de Beierse benedenloop van de Main ligt de zogenaamde “Mainviereck”. Dat is een denkbeeldige vierhoek van de rivier tussen de plaatsen Gemünden, Wertheim, Miltenberg en Aschaffenburg met in het midden het Spessartgebergte. Aan de meest westelijke zijde zijn de klimatologische en geologische omstandigheden bijzonder geschikt voor de productie van rode wijn. Op de bodem van zandsteen staan druiven als Frühburgunder en Spätburgunder. De beste wijngaarden liggen op de "Centgrafenberg" in Bürgstadt en Schlossberg in Klingenberg am Main. Overigens worden de wijngaarden aan de middenloop van de Tauber bij Tauberrettersheim ook tot de Untermain gerekend.
In het Frankische wijngebied tussen Großwallstadt en Bürgstadt loopt de 55 km lange "Fränkischen Rotwein-Wanderweg" (Nederlands: “Frankische rode wijn wandelpad”.)

### Maindreieck
Oostelijk naast de Mainviereck ligt de Maindreieck. Dit is een denkbeeldige - op een punt staande driehoek - van de rivier gelegen tussen de steden Gemünden, Schweinfurt en Marktbreit. Bekende steden hier zijn verder Würzburg, Karlstadt en Ochsenfurt.
Op de merendeel steile kalkstenen wijngaarden wordt voornamelijk Silvaner verbouwd die door critici gerekend worden tot de beste wijnen van deze druivensoort en zelfs beter dan Riesling. Ook rode wijnen worden er inmiddels gemaakt. Bijzonder en al eeuwen bekend zijn de wijngaarden van de “Würzburger Stein”.
Volgens een acte uit het archief van de plaats Castell van 10 april 1659, zijn in deze streek voor het eerst - 25 stuks - Oostenrijkse Silvanerstekken in Frankische bodem geplant.

### Steigerwald
Oostelijk van de Maindreieck - tussen de rivieren Main en Aisch - ligt het Steigerwald waar vooral op de westhelling wijn verbouwd wordt op de daar aanwezige Keuperbodem. Er komen zeer mineraalrijke wijnen van vooral Silvaner-druiven vandaan.
Een belangrijke plaats is Iphofen met de bekende wijngaard “Iphöfer Julius-Echter Berg”.

### Taubertal
Het zuidelijker gelegen dal van de Tauber behoort tot de regio of Landkreis Würzburg en is een klein wijngebied bij de stad Röttingen en Tauberrettersheim. Er heerst een mild klimaat en de bodem wordt gekenmerkt door de “Röttinger Feuerstein”. Dat zijn vuurstenen aderen in de bodem van de wijngaarden. Als bijzondere druivensoort ken men er de Tauberschwarz.

## Kenmerken Frankenwijn
Frankenwijnen zijn mineraalrijk en kruidig van smaak dat dan ook belangrijk is voor de kwaliteitscontrole in het gebied. Het zijn over het algemeen droge wijnen. Dat wil zeggen dat er weinig restsuiker in zit, en derhalve niet zoet smaakt. In Duitsland geldt dat droge wijn maximaal negen gram restsuiker per liter bevat. Een kwart van de wijnen hier bevatten tot maximaal vier gram suiker per liter. De term "Fränkisch trocken" die voor deze zeer droge wijn wordt gebezigd, zal men niet tegenkomen op een etiket omdat dat wettelijk niet is toegestaan. Frankische wijn van de Silvaner-druif wordt als typisch Duits geduid. Veel wijnboeren verbouwen voor de “internationale smaak” ook druiven voor droge wijnen zoals Riesling, Pinot Blanc en/of Pinot Gris.
Zowel de wijngaard als de wijnboer spelen een belangrijke traditionele rol. Voor iemand van buiten het Frankengebied vaak niet goed te volgen. Er worden wel acties ondernomen om de wijn onder merknamen te verkopen. Doorgaans vanuit een coöperatieve wijnvereniging. Bij sekt uit deze streek wordt al langere tijd onder merknamen verkocht. De mousserende wijn kan dan overal uit Franken afkomstig zijn en bovendien van verschillende druivenrassen.
De lagertijd is uiteenlopend. Eenvoudige wijnen moeten jong gedronken worden omdat de frisse zuren met de tijd zullen verdwijnen.  
Droge Spätlese, wijn met enige restzoet en rode kwaliteitswijnen die op eikenhouten vaten hebben gelegen, kunnen het beste na minimaal twee jaar worden gedronken. Velen zijn na tien jaar nog goed en geëvolueerd. De weinige “edelzoete” wijnen van de Silvaner, Riesling, Rieslaner en Scheurebe kan het wel tien jaar duren voordat zij volledig zijn ontwikkeld.

## Druivenrassen
Oorspronkelijk was de Silvaner de belangrijkste druivensoort en typisch Frankisch sinds 1659. Om een beter rendement te krijgen heeft men in de 20e eeuw Müller-Thurgau aangeplant. Deze druif vierde in 2013 overigens zijn honderdjarige bestaan in het Frankenland. Hoewel deze nog steeds het meest in de streek voorkomt, is het aandeel hiervan weer dalende.
Ongeveer 19% van het wijngaardareaal is beplant met blauwe druiven.
De totale verdeling van de belangrijkste druivenrassen in 2022  was,

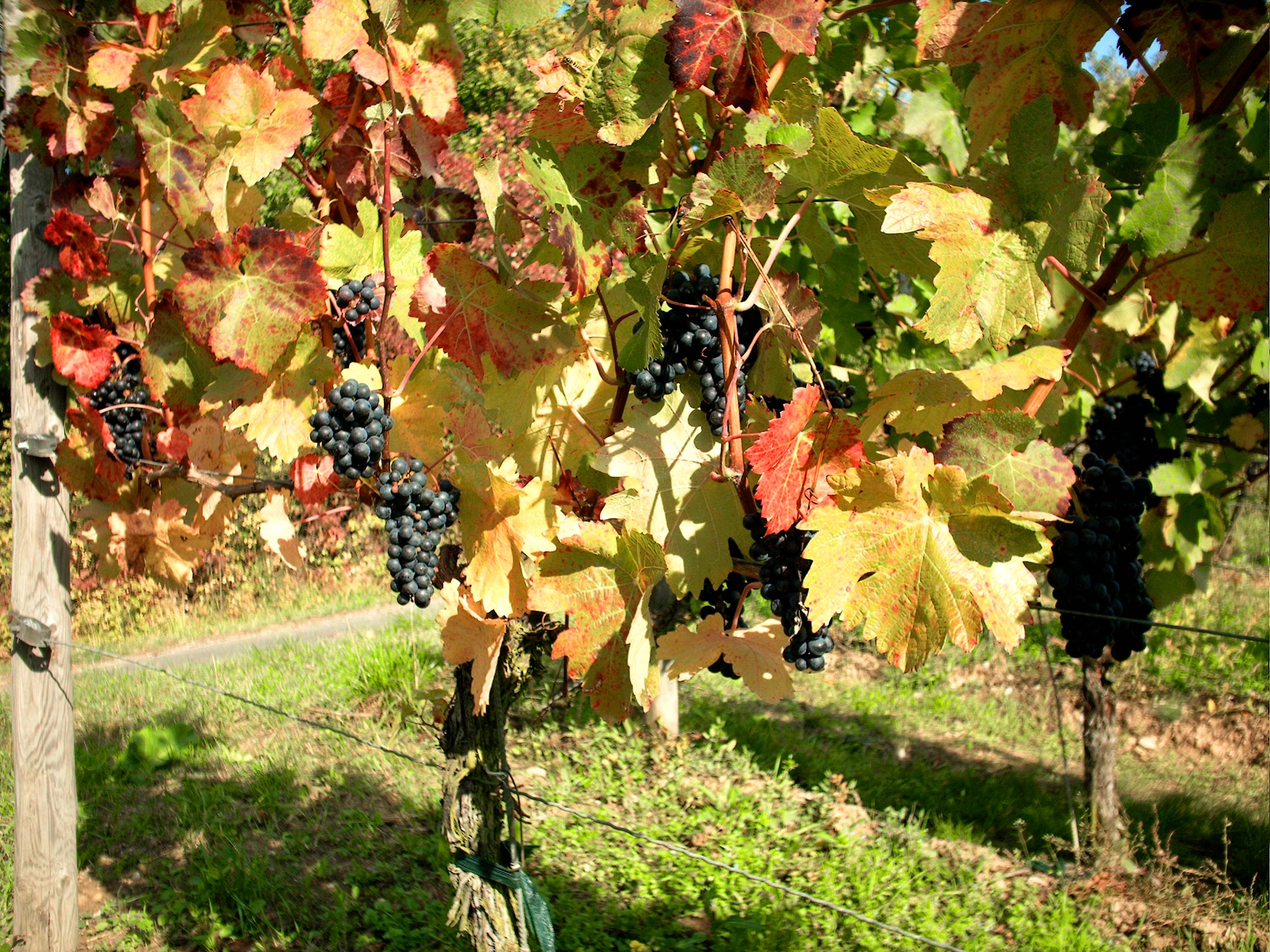
Druivensoort Domina nabij Randersacker

Witte druiven
- Silvaner 25,3 %
- Müller-Thurgau 22,7 %
- Bacchus 12,0 %
- Riesling 5,6 %

Blauwe druiven
- Domina 4,8 %
- Spätburgunder 4,5 %